# Colonias Unidas
Colonias Unidas är en ort i Argentina.   Den ligger i provinsen Chaco, i den nordöstra delen av landet, 900 km norr om huvudstaden Buenos Aires. Colonias Unidas ligger 83 meter över havet och antalet invånare är 4 093.
Terrängen runt Colonias Unidas är mycket platt. Runt Colonias Unidas är det glesbefolkat, med 10 invånare per kvadratkilometer.. Colonias Unidas är det största samhället i trakten.
I omgivningarna runt Colonias Unidas växer huvudsakligen savannskog.